# Leomelicharia rufovittata
Leomelicharia rufovittata är en insektsart som beskrevs av Frederick Arthur Godfrey Muir 1913. Leomelicharia rufovittata ingår i släktet Leomelicharia och familjen Derbidae. Inga underarter finns listade i Catalogue of Life.